# Night Man
Ne doit pas être confondu avec The Nightman.
Night Man est une série télévisée américaine en 44 épisodes de 45 à 48 minutes créée par Glen A. Larson et diffusée entre le 19 septembre 1997 et le 17 mai 1999 en syndication. Elle est basée sur les comics publiés par Marvel et créé par Steve Englehart.
Cette série est inédite dans tous les pays francophones.

## Synopsis
À Bay City, le joueur de saxophone Johnny Domino est frappé par la foudre alors qu'il prend le tramway. Il a dorénavant des pouvoirs télépathiques dont celui de deviner le degré de malveillance d'un individu : il est capable de savoir si la personne en face de lui est criminel ou non. Mais ce pouvoir a aussi un inconvénient, il ne parvient pas à trouver le sommeil. Dès lors, il combat le crime dans sa ville. Il n'a pas d'autres pouvoirs spéciaux mais il est équipé d'une combinaison qui lui permet de voler, de devenir invisible. Il est aussi doté d'un œil rouge électronique lui permettant de voir dans le noir et lance un laser. Bien qu'il rencontre de nombreux ennemis, y compris des super vilains, son nemesis se nomme Kieran Keyes, un milliardaire spécialisé dans la haute technologie. Johnny joue dans un club de jazz "The House of Soul" géré par Jessica Rodgers où il convie souvent son père, Frank Domino, retraité de la police et son ancien partenaire, le lieutenant Charlie Dann. Dans ses aventures, il est aidé par un génie de l'informatique et créateur de son armure, Raleigh Jordan.

## Distribution
- Matt McColm : Johnny Domino / Night Man
- Earl Holliman : Frank Domino (saison 1)
- Derek Webster : Raleigh Jordan (saison 1)
- Felecia M. Bell : Jessica Rodgers (saison 1)
- Michael Woods : Lieutenant Charlie Dann (saison 1)
- Derwin Jordan : Raleigh Jordan (saison 2)
- Jayne Heitmeyer : Lieutenant Briony Branca (saison 2)

## Fiche technique
- Créateur : Glen A. Larson
- Producteur superviseur : Michael Prescott
- Producteur en chef : Robert Simmonds
- Producteurs : Janet Curtis-Larson, Ted Bauman, Scott Thomas
- Coproducteurs : Chris Larson, Christopher Scott
- Producteurs exécutifs : Harold Tichenor, Garry Gittelsohn, Glen A. Larson, Scott Mitchell Rosenberg, Allan Eastman
- Coproducteur exécutif : Stephen A. Miller
- Producteur associé : Keri Young
- Thème musical : Glen A. Larson et Marc Bonilla
- Musique : Graeme Coleman, Marc Bonilla
- Photographie : Mark Melville, Gordon Verheul
- Montage : Patti Henderson, David Howe, Howard Deane, Ron Yoshida, Eric Hill, Douglas Clark, Lisa Binkley, Roger Matiussi
- Distribution : Dan Shaner, Michael Testa, Bette Chadwick, Candice Elzinga
- Création des décors : Bill Camden, Bill Parretti, William J. Perretti, Lawrence F. Pevec
- Création des costumes : Jerry Skeels, Lyn Kelly
- Création des effets visuels de maquillage : Tibor Farkas
- Effets spéciaux visuels : Eric Heavens, Phil Carbonaro, Andrew Karr, Jeff Plante, Anthony Fiorino, Steve Melchiorre, Jon Anastasiades, Sean Mullen
- Compagnies de production : Alliance Atlantis , Glen Larson Entertainment Network Inc, Village Roadshow Pictures, Prosieben Media, Tribune Entertainment, Crescent[2]
- Durée : 45 – 48 minutes
- Ratio : 1.33 plein écran (saison 1) - 1.77 panoramique (saison 2)
- Langage : Anglais Dolby Stéréo
- Image : Couleurs

 Sauf indication contraire, les informations mentionnées dans cette section peuvent être confirmées par la base de données cinématographiques IMDb,  présente dans la section « Liens externes ».

## Épisodes

### Première saison (1997-1998)
1. World Premiere : Part I
2. World Premiere : Part II
3. Whole Lotta Shakin'...
4. I Left My Heart
5. Still of the Night
6. Face to Face
7. Chrome
8. Takin' It to the Streets
9. Lady in Red
10. That Ol' Gang of Mine
11. Bad Moon Rising
12. Constant Craving
13. You Are Too Beautiful
14. Do You Believe in Magic?
15. The House of Soul
16. Nightwoman
17. Chrome II
18. Bad to the Bone
19. Hitchhiker
20. Devil in Disguise
21. Double Vision
22. Amazing Grace

### Deuxième saison (1998-1999)
1. The Ultraweb
2. The Black Knight
3. It Came from Out of the Sky
4. Book of the Dead
5. Fear City
6. Manimal (crossover avec la série Manimal)
7. Knight Life
8. The People's Choice
9. Ring of Fire
10. Sixty Minute Man
11. Blader
12. Love and Death
13. Burning Love
14. Scent of a Woman
15. Dust
16. Spellbound
17. Double Double
18. The Enemy Within
19. Gore
20. Revelations
21. Nightwoman Returns
22. Keyes to the Kingdom of Hell

## Commentaires
- Le créateur du personnage Steve Englehart a participé à l'écriture de quelques épisodes de la série.
- Les origines du héros Johnny Domino entre le comics et la version télévisée ont changé : beaucoup plus violent dans la version papier, l'accident était provoqué par un shrapnel qui le blessait à la tête. Larson a décidé d'atténuer la violence en le faisant électrocuter par un éclair ce qui rendait le tout d'une part plus spectaculaire mais aussi moins sanglant auprès du public. Quant au père, policier en retraite, il travaillait comme gardien d'un parc d'amusement. Là encore, Larson décida de le faire devenir détective privé et consultant en sécurité pour la version télévisée.
- Censée se dérouler à San Francisco dans la bande dessinée, l'action est ici recentrée sur la ville imaginaire de Bay City mais les plans entiers sont clairement ceux de San Francisco.
- La première saison a été filmée à San Diego alors que la seconde a été relocalisée au Canada où les coûts de production étaient plus intéressants financièrement. L'équipe a donc travaillé à Vancouver.
- La majorité du casting de la première saison a été modifié du fait du déménagement au Canada : Earl Holliman, Michael Woods, Felecia M. Bell et Derek Webster ont donc quitté la série.
- Un épisode de la seconde saison fait le lien avec une autre création de Glen A. Larson : Manimal avec le retour de l'acteur Simon MacCorkindale pour l'occasion.
- Il s'agit de la dernière série à laquelle Glen A. Larson a participé en tant que scénariste et producteur. Il participera à trois autres productions des studios Universal mais uniquement en tant que consultant créatif.
- Le générique de la deuxième saison est conçu comme une immense bande dessinée où le héros se déplace entre les cases, ce qui renforce le côté comic book en comparaison de la première saison, plus spectaculaire avec des effets visuels.
- TF1 devait participer à la production de la série. Une annonce dans les magazines spécialisés avait d'ailleurs été faite à grand renfort de publicité avec une affiche montrant le héros dans la nuit avec une accroche : "Par le créateur de K2000 et Magnum" mais au regard du pilote, les responsables trouvant le travail final ringard ont décidé de ne pas poursuivre l'aventure. L'Allemagne, quant à elle, a décidé d'investir sur la première saison et d'en diffuser l'intégralité sur son territoire.
- La première saison a connu un beau succès sur les chaînes locales américaines, ce qui a permis d'avoir une commande ferme pour une seconde saison.

## Récompense
Au Canada : Leo Award 1999 : Meilleure composition musicale pour une série pour Graeme Coleman.

## DVD
- États-Unis :

La série est sortie en intégrale chez Lionsgate Entertainment sous forme de coffret 9 DVD le 12 juin 2018. L'image a été restaurée pour l'occasion (Les effets visuels ont été retravaillés) mais le ratio écran a été modifié : le format écran 1.33:1 plein écran de la première saison a été recadré en 1.78:1 16:9 afin d'avoir une image pleine pour les télévisions de ce format d'où la perte d'image en haut et en bas de l'écran.